# Париски мир (1783)
Париски мир, потписан 3. септембра 1783. и усвојен од Конгреса Конфедерације 17. јануара 1784. и од краља Велике Британије 9. априла 1784, је формално окончао Амерички рат за независност између Велике Британије и САД. Под одредбама овог мира, Велика Британија је признала нову државу, пристала да повуче сву војску из ње и одредила нове границе САД. САД су се сложиле да дозволе британским војницима да оду и да плати све дугове Великој Британији. Такође се сложила да неће прогонити торијевце (људе одане краљу, познате и под називом лојалисти) који су још увек били у САД и дозволила онима који су напустили Америку да се врате.
Француска, Шпанија и Низоземска република, савезнице САД су истовремено такође потписале мировне споразуме.